# Yoann Offredo
Yoann Offredo (Savigny-sur-Orge, 12 novembre 1986) è un ex ciclista su strada francese, professionista dal 2008 al 2020.

## Carriera
Da dilettante gareggia per una stagione con l'US La Gacilly-Créteil e per una con il Cyclo Club de Nogent-sur-Oise. Passa professionista nel 2008, all'età di ventuno anni, vestendo la divisa della Française des Jeux, squadra diretta da Marc Madiot e per la quale già aveva corso da stagista nell'autunno 2007. Nella stagione dell'esordio da pro non ottiene particolari risultati, mentre nel 2009 consegue il primo successo della carriera aggiudicandosi, in maggio, la quarta tappa del Tour de Picardie.
All'inizio del 2010 si mette in evidenza durante la Milano-Sanremo: va infatti all'attacco in solitaria ai meno 15 dall'arrivo, viene ripreso a metà dell'ultima salita, il Poggio, e conclude sedicesimo. Nella seconda parte dell'anno, oltre a partecipare alla Vuelta a España, si classifica undicesimo alla Vattenfall Cyclassics, terzo al Grand Prix de Ouest-France e ottavo al Grand Prix d'Isbergues: questi piazzamenti lo portano ad essere convocato in Nazionale per la prova in linea dei campionati del mondo, gara in cui chiude staccato di due minuti dal gruppo del vincitore. Una settimana dopo conclude settimo alla Parigi-Tours.
Nel 2011, dopo il quarto posto all'Omloop Het Nieuwsblad, si rende di nuovo protagonista alla Milano-Sanremo, riuscendo a rimanere nel gruppetto degli otto migliori e a chiudere in settima posizione; poco prima, sulla discesa della Cipressa, aveva provato l'attacco insieme ad altri tre atleti ma l'azione si era esaurita. Una settimana dopo la "Classicissima", Offredo gareggia anche alla Gand-Wevelgem, classica fiamminga, facendo sua l'undicesima piazza finale. Nel prosieguo di stagione non riesce però a ripetersi, e non va oltre il decimo posto al Grand Prix de Ouest-France.
Nel febbraio 2012 viene sospeso per un anno dalla commissione disciplinare della Federciclismo francese per aver violato per tre volte le regole di localizzazione del sistema antidoping ADAMS.

## Palmarès
- 2007[1]

Grand Prix Mainvilliers
Prix d'Armorique
Trio Normand
Souvenir Michel Roques
- 2009

4ª tappa Tour de Picardie (Ribécourt-Dreslincourt > Noyon)

## Piazzamenti

### Grandi Giri
- Tour de France

2017: 110º
2018: 91º
2019: 154º
- Vuelta a España

2010: ritirato (10ª tappa)

### Classiche monumento
- Milano-Sanremo

2009: 51º
2010: 16º
2011: 7º
2013: 19º
2014: 16º
2015: 34º
- Giro delle Fiandre

2008: 88º
2009: 50º
2010: 76º
2013: 16º
2014: 21º
2015: 30º
2017: 14º
2018: ritirato
- Parigi-Roubaix

2008: 85º
2010: 61º
2013: ritirato
2014: 59º
2015: 32º
2017: 14º
- Giro di Lombardia

2009: ritirato
2010: ritirato

### Competizioni mondiali
- Campionati del mondo

Melbourne 2010 - In linea Elite: 26º
Copenaghen 2011 - In linea Elite: 37º
Toscana 2013 - Cronosquadre: 15º
Doha 2016 - In linea Elite: ritirato